# Олександрівська сільська рада (Пирятинський район)
Олександрівська сільська рада — адміністративно-територіальна одиниця у Пирятинському районі Полтавської області з центром у c. Олександрівка.
Населення — 617 осіб.

## Населені пункти
Сільраді були підпорядковані населені пункти:
- c. Олександрівка
- с. Могилівщина
- с. Рівне

## Пам'ятки
На території сільської ради в селі Олександрівка розташована ботанічна пам'ятка природи місцевого значення «Олександрівський дуб».

## Населення
За переписом населення України 2001 року в селі мешкало 612 осіб.

### Мова
Розподіл населення за рідною мовою за даними перепису 2001 року:
| Мова       | Відсоток |
| ---------- | -------- |
| українська | 92,38 %  |
| російська  | 5,51 %   |
| молдовська | 1,30 %   |
| білоруська | 0,49 %   |
| інші       | 0,32 %   |